# James Rice
James Rice (26 de setembro de 1843 - 26 de abril de 1882), escritor inglês , escreveu  vários livros de sucesso em colaboração com Walter Besant.
Ele nasceu em Northampton, e foi educado no Colégio Queens, Cambridge. Ele estudou advocacia.
Ele mudou seu ramo para literatura quando comprou em 1868 uma publicação denominada Once a Week, que o levou a conhecer Walter Besant, juntos eles formaram uma parceria de sucesso, rompida com o falecimento de Rice. Ele faleceu em Redhill.

## Obras, todas com Walter Besant
(1872) Ready-money Mortiboy
(1873) My Little Girl 
(1874) With Harp and Crown 
(1876) This Son of Vulcan 
(1876) The Golden Butterfly 
(1876)The Case of Mr Lucraft  
(1878)The Monks of Thelema 
(1878) By Celia's Arbour 
(1879)Twas in Trafalgar's Bay 
(1880)The Seamy Side  
(1881)The Chaplain of the Fleet 
(1881)Sir Richard Whittington 
(1881)The Ten Years Tenant